# Rechnungsprüfungsamt
Ein Rechnungsprüfungsamt ist in Deutschland ein besonderer, weisungsfrei gestellter Teil der öffentlichen Verwaltung, der die Haushalts- und Wirtschaftsführung einer Körperschaft des öffentlichen Rechts kontrolliert. Rechnungsprüfungsämter bestehen in folgenden Formen:
- Staatliche Rechnungsprüfungsämter sind, soweit ihre Aufgaben nicht durch den Rechnungshof selbst wahrgenommen werden, Teil der staatlichen Verwaltung. Sie sind entweder als Teil der Finanzverwaltung einem Ministerium unterstellt oder dem Rechnungshof nachgeordnet. Auf Bundesebene wurden diese Ämter 2016 aufgelöst.
- Kommunale Rechnungsprüfungsämter sind Teile der Kommunalverwaltung in Deutschland.
- Kirchliche Rechnungsprüfungsämter sind den Landeskirchen zugehörig.

Die Rechnungsprüfungsämter sollen bei den geprüften Stellen die Ordnungsmäßigkeit und Richtigkeit des Haushaltsvollzuges feststellen. Ferner soll unwirtschaftliches Verwaltungshandeln, Korruption oder nicht haushaltsordnungskonformes Finanzgebaren aufgedeckt werden. Die Pflichtaufgaben sind gesetzlich geregelt (z. B. in den Gemeindeordnungen der Länder). Weitere Aufgaben können Bestandteil von örtlichen Rechnungsprüfungsordnungen der Gemeinden und Landkreise sein.
Die Berichte und Feststellungen der Rechnungsprüfungsämter sind Grundlage für die Entscheidung der Räte über die Entlastung der Hauptverwaltungsbeamten (vgl. § 129 NKomVG) und können – unter Wahrung des Datenschutzes – von der interessierten Öffentlichkeit eingesehen werden. Sie dienen darüber hinaus als Informationsquelle der Kommunalaufsicht.
Da es sich um eine rein hoheitliche Tätigkeit handelt, wird diese Pflichtaufgabe meist mit geeigneten Beamten erledigt. Zunehmend werden, mit Ausnahme der Leitung, Angestellte mit besonderen Qualifikationen (z. B. Betriebswirte und Ingenieure) eingesetzt. Ein Rechnungsprüfungsamt (in jeder der oben genannten Verwaltungsebenen) ist immer losgelöst vom restlichen Verwaltungsaufbau und genießt daher eine besondere Unabhängigkeit. Die Rechnungsprüfungsämter sind niemals dem Ministerpräsidenten oder einem (Ober-)Bürgermeister, sondern dem Landtag oder dem Gemeinderat unterstellt. Diese entscheiden über die Berufung und Abberufung der Leitung und Prüfer. Diese Unabhängigkeit bezieht sich jedoch nur auf Belange der Prüfungstätigkeit, in übrigen Bereichen (beispielsweise Personalangelegenheiten) ist ein Rechnungsprüfungsamt dem jeweiligen Dienstherrn unterstellt.
Auch bei nichtstaatlichen Körperschaften des öffentlichen Rechts können Rechnungsprüfungsämter eingerichtet sein, z. B. bei den Landeskirchen der evangelischen Kirche; dort verrichten Kirchenbeamte die Aufgaben der Rechnungsprüfung.